# (4250) Perun
(4250) Perun es un asteroide perteneciente al cinturón de asteroides, descubierto el 20 de octubre de 1984 por Zdeňka Vávrová desde el Observatorio Kleť, České Budějovice, República Checa.

## Designación y nombre
Designado provisionalmente como 1984 UG. Fue nombrado Perun en homenaje a Perun dios del rayo y del trueno en la mitología eslava.